# ジョゼ・ヴァン・ダム
ジョゼ・ヴァン・ダム（José van Dam, 1940年4月25日 - ）、本名ジョゼフ・ヴァン・ダム（Joseph van Damme）は、ベルギーのバス・バリトン歌手。男爵。

## 経歴
1940年、ベルギー・ブリュッセルに生まれる。17歳のときブリュッセル王立音楽院に入学、フレデリック・アンスパシュに学び、最優等で卒業する。
オペラでのデビューは1961年、パリ・オペラ座でのロッシーニ『セビリアの理髪師』のドン・バジリオ役（異説あり）。同座には1965年まで在籍し、ビゼー『カルメン』のエスカミーリョ役を皮切りに主役級を歌うようになる。その後ジュネーヴ、ミラノ・スカラ座、ロンドンのコヴェント・ガーデン王立歌劇場など各地に招かれ、ジュネーヴではミヨーの『罪ある母』（La mère coupable）の初演（1966年）にも参加した。またロリン・マゼールの注目をうけ、彼の指揮によるラヴェルの『スペインの時』の録音（ドイツ・グラモフォン）に参加、またマゼールが率いていたベルリン・ドイツ・オペラにも1967年から加わる。
ヴァン・ダムはパリ（オペラ・バスティーユ）、ロンドン（コヴェント・ガーデン）、ニューヨーク（メトロポリタン歌劇場）、ミラノ（スカラ座）、ベルリン（ドイツ・オペラ）、ブリュッセル（モネ劇場）、ブエノスアイレス（テアトロ・コロン）などの常連であり、また、ザルツブルク音楽祭、エクス＝アン＝プロヴァンス音楽祭、オランジュ音楽祭などの音楽祭にもしばしば出演していた。
ヴァン・ダムはまたオラトリオ、リートの卓越した歌い手としても有名であり、その舞台およびレコーディングは数々の賞を獲得している。1974年にはベルリンの宮廷歌手の称号を授与されている。
1988年には映画監督ジェラール・コルビオの処女作『仮面の中のアリア』（Le Maître de musique）に年老いたオペラ歌手の役で主演し、その演技も評判となった。また1998年と1999年には、ミュージカル『ラ・マンチャの男』（ジャック・ブレルによるフランス語翻訳版）で主役を務めた。
1998年8月にはベルギー国王アルベール2世より男爵位を授爵された。
2010年をもって歌手活動から引退。2011年より自身の祖国・ベルギーのエリザベート王妃音楽院にて若手歌手の育成にあたり、マスタークラスも開催している。